# 2009年義大利公開賽

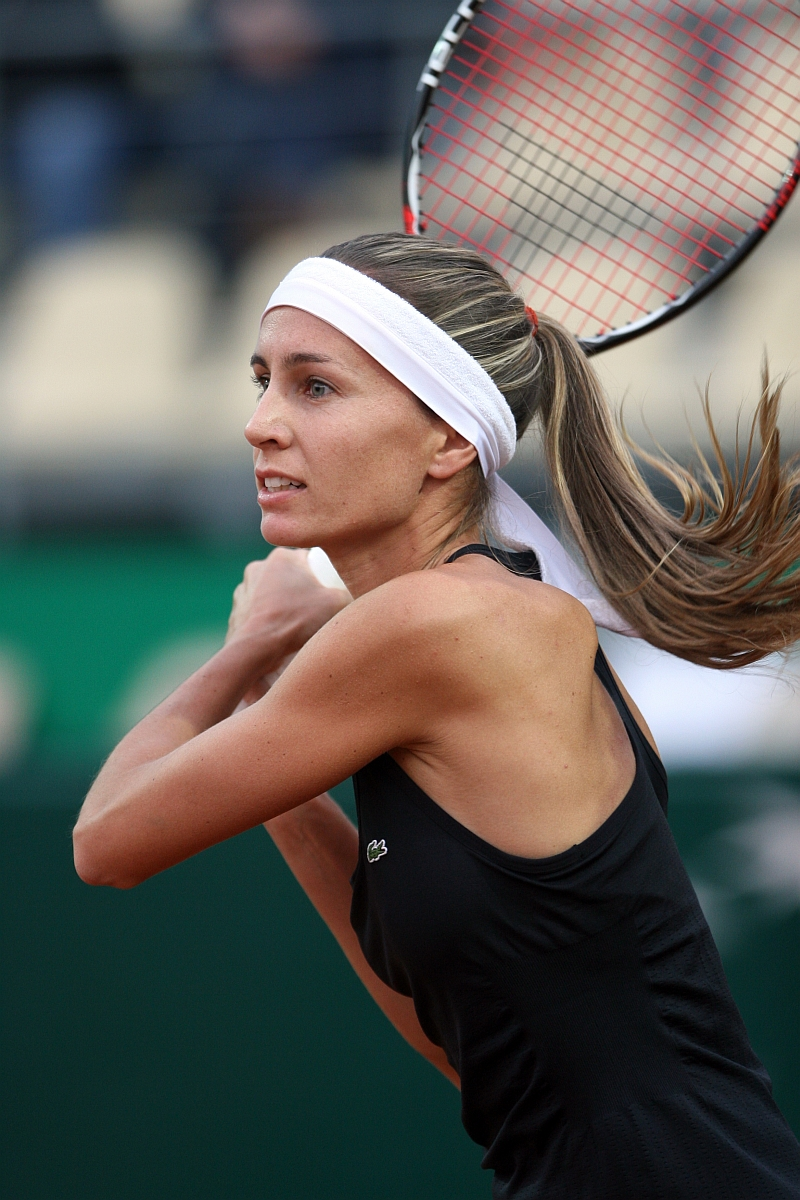
此圖為迪娜拉·薩芬娜2009年義大利公開賽女子單打比賽的照片

2009年義大利公開賽于2009年4月25日至5月9日在義大利羅馬舉行，是第66屆賽事，也稱羅馬大師1000賽。

## 冠軍

### 男子單打
決賽： 拉斐爾·納達爾 擊敗  諾瓦克·喬科維奇（7–62、6–2）
- 這是納達爾今年第2個冠軍，也是職業生涯第38個冠軍。

### 女子單打
決賽： 迪娜拉·薩芬娜 擊敗  斯維特拉娜·庫茲涅佐娃（6–3、6–2）
- 這是他今年第1個冠軍，也是職業生涯第10個冠軍。

### 男子雙打
丹尼爾·內斯特 /  內納德·齊莫尼奇 擊敗  鮑勃·布賴恩  /  邁克·布賴恩（7–65、6–3）

### 女子雙打
謝淑薇 /  彭帥 擊敗  達妮埃拉·漢圖楚娃 /  杉山愛（7–5、7–65）

## 外部連結
- 官方網站